# フリードリヒ (ヴァルデック侯)
フリードリヒ（Friedrich, 1865年1月20日 - 1946年5月26日）は、ヴァルデック侯国最後の侯（在位：1893年 - 1918年）。ゲオルク・ヴィクトルの長男。

## 生涯

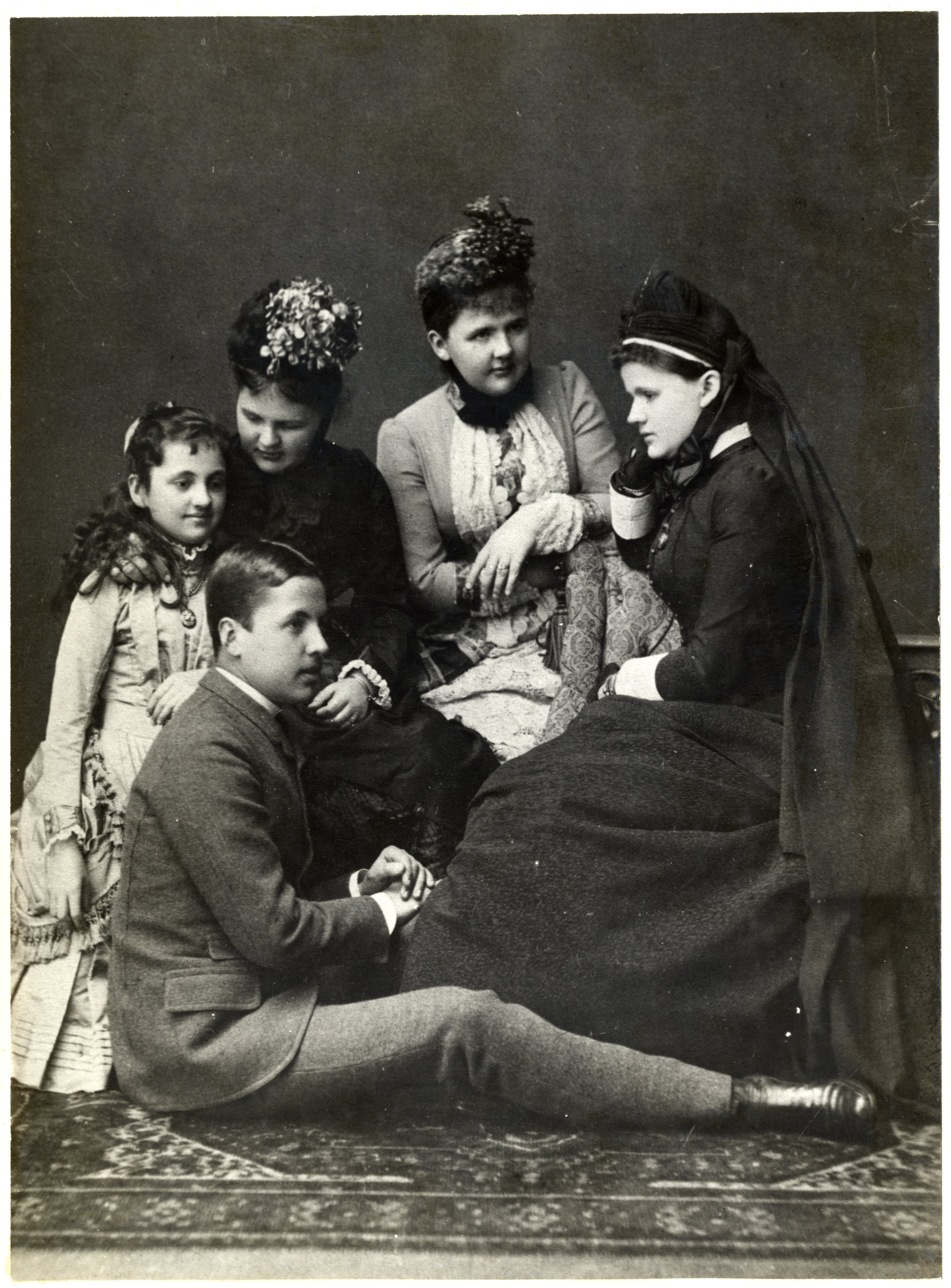
きょうだい達とフリードリヒ（前列左、1880年頃）

1865年1月20日、ヴァルデック侯ゲオルク・ヴィクトルとその最初の妃であったナッサウ公ヴィルヘルムの娘ヘレーネ（1831年 - 1888年、後のルクセンブルク大公アドルフの異母妹）の間に第6子としてアーロルゼン（現ヘッセン州ヴァルデック＝フランケンベルク郡バート・アーロルゼン）で生まれた。全名はフリードリヒ・アドルフ・ヘルマン（Friedrich Adolf Hermann）。姉にオランダ王ウィレム3世妃となったエンマ、イギリス王子レオポルド妃となったヘレーネがいる。
ゲッティンゲン大学とライプツィヒ大学で学んだのち、プロイセン王国の近衛部隊に勤めた。
1893年に父の死去によって侯位を嗣ぎ、1895年にボヘミアのナーホトで、シャウムブルク＝リッペ侯子ヴィルヘルムの娘バティルディス（1873年 - 1962年）と結婚した。
1918年にドイツ革命が発生すると他の王侯たちとともに退位し、君主権を失った。退位後もアーロルゼンで暮らし、1946年5月26日に同地で死去した。

## 子女
妃のバティルディス・ツー・シャウムブルク＝リッペとの間には以下の三男一女をもうけた。
- ヨシアス・ゲオルク・ヴィルヘルム・アドルフ（1896年 - 1967年） - ヴァルデック侯世子、オルデンブルク大公女アルトブルクと結婚
- マクシミリアン・ヴィルヘルム・グスタフ・ヘルマン（1898年 - 1981年） - プラーテン＝ハラームント女伯爵グスタファと結婚
- ヘレーネ・バティルディス・シャルロッテ・マリー・フリーデリケ（英語版）（1899年 - 1948年） - オルデンブルク大公世子ニコラウスと結婚
- ゲオルク・ヴィルヘルム・カール・ヴィクトル（1902年 - 1971年） - プラーテン＝ハラームント女伯爵インゲボルクと結婚